# Saulteaux 159A
Saulteaux 159A är ett reservat i Kanada.   Det ligger i provinsen Saskatchewan, i den centrala delen av landet, 2 500 km väster om huvudstaden Ottawa. Saulteaux 159A ligger vid sjön Birch Lake.
I omgivningarna runt Saulteaux 159A växer i huvudsak blandskog. Trakten runt Saulteaux 159A är nära nog obefolkad, med mindre än två invånare per kvadratkilometer.